# Andrzejowski II
Andrzejowski – polski herb szlachecki nadany w Galicji, odmiana herbu Nałęcz.

## Opis herbu
Opis zgodnie z klasycznymi regułami blazonowania:
W polu czerwonym pomłość srebrna zwinięta w koło, z zawiązanymi w węzeł końcami. Klejnot: Trzy pióra strusie przeszyte strzałą złotą o opierzeniu czerwonym. Labry: Czerwone, podbite srebrem.

## Najwcześniejsze wzmianki
Nadany w Galicji w 1782 roku.

## Herbowni
Jedna rodzina herbownych (herb własny):
Andrzejowski.